# Кобыльчак, Михаил Митрофанович
Михаил Митрофанович Кобыльчак (укр. Михайло Митрофанович Кобильчак; (15 июля 1918, Чемерполь, Подольская губерния — 11 августа 2004, Киев) — украинский советский государственный и партийный деятель, Герой Социалистического Труда.

## Биография
Родился 15 июля 1918 года в селе Чемерполе Подольской губернии.
В 1935-1938 годах был на комсомольской работе в Одесской области. Член ВКП(б) с 1939 года. С 1938 по 1946 год служил в РККА. Участвовал в Великой Отечественной войне. После демобилизации, с 1946 по 1948 год — первый секретарь Корсунь-Шевченковского районного комитета ЛКСМ Украины, а с 1948 по 1949 год — секретарь Корсунь-Шевченковского районного комитета КП(б) Украины. В 1951-1952 годах — секретарь Ольшанского районного комитета КП(б) Украины, а с 1952 по 1962 год — первый секретарь Старченковского районного комитета КП(б)У. В 1961 году заочно окончил Высшую партийную школу при ЦК КПСС.
В 1962 году был начальником Белоцерковского территориально-производственного колхозно-совхозного управления. С 1962 года по январь 1963 года — секретарь Киевского областного комитета Компартии Украины. С января 1963 по декабрь 1964 — второй секретарь Киевского сельского областного комитета Компартии Украины. С декабря 1964 по апрель 1967 — секретарь Киевского областного комитета Компартии Украины. В 1967 году окончил Украинскую сельскохозяйственную академию.
С апреля 1967 по февраль 1982 — первый секретарь Кировоградского областного комитета Компартии Украины. С 17 марта 1971 по 6 февраля 1986 был членом ЦК Компартии Украины. С 9 апреля 1971 по 24 февраля 1976 — член Центральной ревизионной комиссии КПСС. С 5 марта 1976 по 23 февраля 1981 — кандидат в члены ЦК КПСС.
Избирался депутатом Верховного Совета УССР 5-го и 6-го созывов (1959-1967 годы).

Могила Михаила Митрофановича Кобыльчака

Умер в Киеве 11 августа 2004 года. Похоронен на Байковом кладбище (участок № 49б).

## Награды
Герой Социалистического Труда (с 1973 года). Награждён тремя орденами Ленина, орденом Отечественной войны II степени, тремя орденами Трудового Красного Знамени, двумя орденами Красной Звезды, медалями.